# Переверза, Пётр Иванович
Пётр Ива́нович Переве́рза (укр. Петро Іванович Переверза; 10 июля 1994 года) — украинский футболист, нападающий.

## Игровая карьера
Воспитанник УФК (Харьков). После завершения обучения играл в любительской команде «Дунай» (Богатое, Одесская область). В феврале 2014 года стал футболистом одесского «Черноморца». Играл в молодёжной команде «моряков».
25 апреля 2015 года Переверза провёл первый поединок в украинской Премьер-лиге, выйдя вместо Артёма Филимонова во втором тайме матча против донецкого «Металлурга». Это была единственная игра футболиста в сезоне 2014/15 в составе первой команды одесситов. 29 июля 2016 года было объявлено, что Пётр Переверза передан на один год в аренду одесской «Жемчужине». Однако 21 августа 2016 года было объявлено, что игрок вернулся в состав одесской команды.